# Čmelák proměnlivý
Čmelák proměnlivý (Bombus humilis Illiger) je zástupce čeledi včelovitých. V České republice náleží mezi zákonem chráněné druhy.

## Rozmnožování
Patří do druhové skupiny pocket makers, tzn. že při stavbě díla jsou pod larvami budovány zvláštní voskové kapsičky. Dělnice do nich ukládají pyl a med. Larvy nejsou krmeny, ale samy takto nashromážděnou potravu odebírají.

## Popis a způsob života
Jedná se o menší druh, kdy matka dorůstá do velikosti 16 mm až 18 mm. Jak název druhu napovídá, zbarvení je u tohoto čmeláka různorodé. Nejčastěji je tělo béžové a hruď shora hnědočerná. Jindy je hruď zlato-oranžová a béžový zadeček má první články oranžové, přičemž druhý článek může mít hnědou pásku (forma auranticus). Jiná varieta (forma tristis) má světlé čelo jinak zbytek těla černý. Konec zadečku je nažloutlý. Tyto barevné rozmanitosti se mohou vyskytovat i v rámci jedné rodiny. Létá v době květu hluchavek. Vyskytuje se poměrně vzácně. Hnízdo si údajně staví na povrchu.